# Kareda
Kareda (en estonien : Kareda vald) est une commune rurale d'Estonie située dans le comté de Järva. Elle s'étend sur 91 km2 et a 618 habitants au 1er janvier 2012.

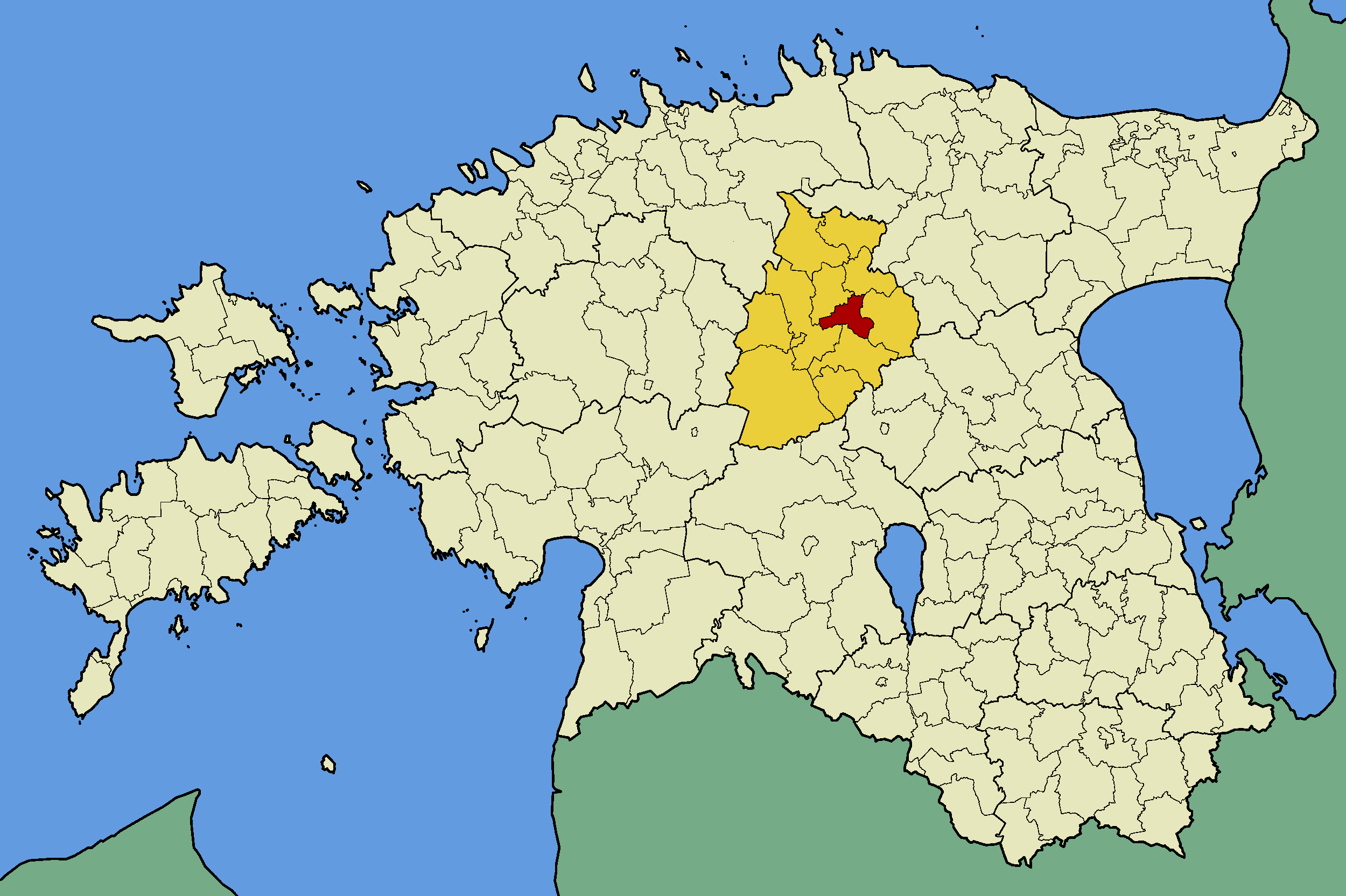
Commune de Kareda (en rouge) dans le comté de Järva (en jaune).

## Municipalité
La municipalité regroupe un bourg et 11 villages.

### Bourg
Peetri.

### Villages
Ammuta, Ataste, Esna, Kareda, Köisi, Küti, Müüsleri, Vodja, Õle, Ämbra, Öötla.